# 库尔滨水库
库尔滨水库，位于中华人民共和国黑龙江省黑河市逊克县克林镇境内，是库尔滨河上游的一座大型水库，水库以防洪发电为主，兼有水产养殖、旅游等综合效益。工程于1977年7月开工，1984年10月第一台机组发电。水库集水面积2044平方千米，总库容3.9亿立方米，水面面积43.70平方千米。水库大坝为沥青混凝土心墙堆石坝，坝长410米，最大坝高23.5米。水库电站总装机容量4800千瓦，年均发电量1638万千瓦时。库尔滨水库三面环山，岸边森林密布，植被良好。冬季水电站水轮发电机组流出来的水遇到冷空气会形成雾凇景观。